# Olivier Latry

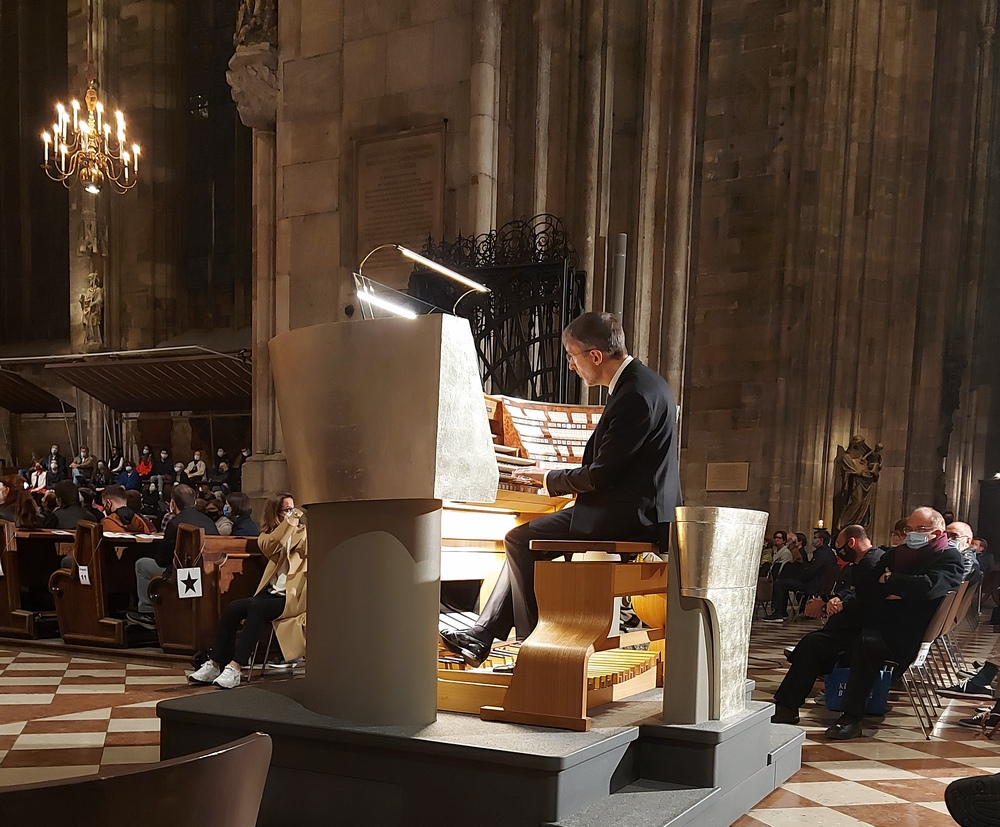
Olivier Latry in de Stephansdom in Wenen (2020)

Olivier Jean-Claude Latry (Boulogne-sur-Mer, 22 februari 1962) is een Frans organist, componist, improvisator en hoofdvakdocent orgel aan het Conservatorium van Parijs.

## Opleiding
Reeds op zijn zevende begon Latry met piano en enkele jaren later met orgel. Nadat hij zijn eerste muzikale onderwijs kreeg in zijn geboorteplaats studeerde hij vanaf 1978 orgel bij Gaston Litaize aan het Conservatorium van Saint-Maur-des-Fossés. Hij volgde daarnaast lessen compositie bij Jean-Claude Raynaud aan het Conservatorium van Parijs. 

## Carrière
Na zijn opleiding was hij assistent in de orgelklas van Michel Chapuis aan het Conservatorium van Parijs, waarna hij orgeldocent werd aan het conservatorium van Reims. Vervolgens nam hij in 1990 de positie over van Litaize aan het conservatorium van Saint-Maur-des-Fossés. In 1985 werd hij, als opvolger van Pierre Cochereau, benoemd tot een van de vier titulaires des grandes orgues van de Notre-Dame te Parijs, naast Yves Devernay, Philippe Lefebvre en Jean-Pierre Leguay.
Sinds 1995 is hij ook hoofdvakdocent orgel aan het Conservatorium van Parijs, een positie die hij deelt met Michel Bouvard. Hij is bovendien een veelgevraagd docent voor zomercursussen, waaronder de Internationale Zomeracademie voor Organisten van het Internationaal Orgelfestival Haarlem.
Daarnaast heeft Latry een uitgebreide internationale concertpraktijk. Hij specialiseert zich niet in één bepaalde periode of stroming, maar wel is hij vooral bekend door zijn interpretaties van Olivier Messiaen, wiens complete orgelwerk hij heeft opgenomen voor Deutsche Grammophon. Hij componeert ook, en baseert zich daarbij op eigen improvisaties, zoals in zijn Salve Regina uit 2007.